# Coen Moulijn
Coen Moulijn (Rotterdam, 15 febbraio 1937 – Rotterdam, 4 gennaio 2011) è stato un calciatore olandese, di ruolo attaccante.
Ala sinistra di grandissimo talento, giocò per quasi tutta la carriera nel Feyenoord, squadra di cui divenne il giocatore con più presenze in assoluto (607 partite in totale, 487 in campionato con 84 reti segnate).

## Carriera

### Club
Dopo aver esordito in massima divisione nel 1954 tra le file dello Xerxes, un piccolo club di Rotterdam, Moulijn si trasferisce l'anno dopo ai concittadini del Feyenoord. Qui gioca fino al termine della carriera, avvenuto nel 1972, vincendo cinque titoli, due Coppe d'Olanda, la Coppa dei Campioni 1969-1970 e la Coppa Intercontinentale 1970.

### Nazionale
Moulijn esordisce in Nazionale l'8 aprile 1956 nella sfida contro il Belgio, scendendo in campo per 38 volte e realizzando 4 gol. L'ultima partita disputata con gli oranje è quella del 22 ottobre 1969 contro la Bulgaria.

## Palmarès

### Competizioni nazionali
- Eredivisie: 5

Feyenoord: 1960-1961, 1961-1962, 1964-1965, 1968-1969, 1970-1971
- Coppa dei Paesi Bassi: 2

Feyenoord: 1964-1965, 1968-1969

### Competizioni internazionali
- Coppa dei Campioni: 1

Feyenoord: 1969-1970
- Coppa Intercontinentale: 1

Feyenoord: 1970